# آکاگای

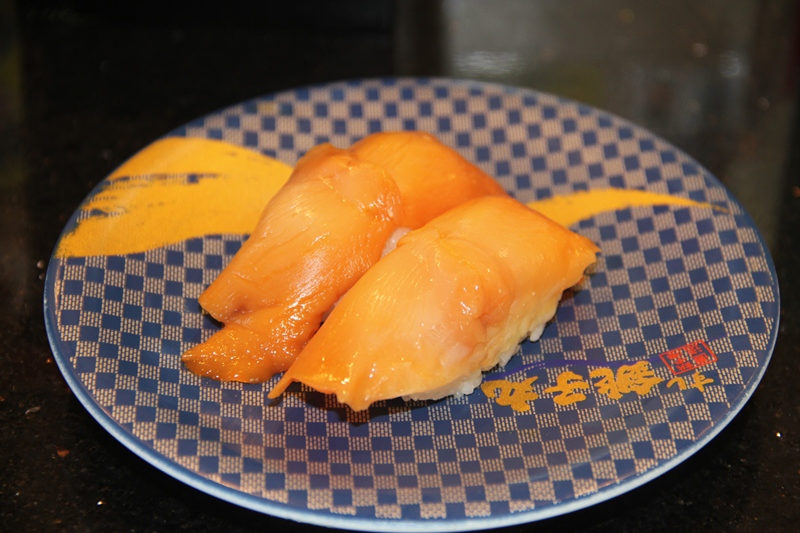
سوشی آکاگای

آکا گای (انگلیسی: Anadara broughtonii)، (به ژاپنی: アカガイ) به معنی صدف قرمز، یکی از عناصر غذایی سوشی و گونه‌ای از صدف عرشه‌دار است. این گونه توسط Shrenck در سال ۱۸۶۷ توصیف شد.